# 乔治湖 (乌干达)
乔治湖（ Lake George）是乌干达的一个湖泊，面积250平方公里，尽管不是一个大湖，但被认为是大湖地区的构成部分。类似该地区的其他湖泊，乔治湖也是以英国皇室家庭命名，以后来的乔治五世命名。乔治湖南部和爱德华湖相连。